# Gnathonyx amplitarsalis
Gnathonyx amplitarsalis là một loài bọ cánh cứng trong họ Cerambycidae.